# .mo
.mo is het achtervoegsel van domeinen van websites uit Macau.